# Tahiti Nui
Tahiti Nui es una canción tahitiana que ha sido grabada por multitud de artistas. Posiblemente una de las canciones más populares de las islas del Océano Pacífico.

## Fondo
La canción se puede escuchar en la radio y en fiestas desde Guam, a Port Moresby, y hasta Rarotonga. Los tahitianos de Toti hicieron una versión de la canción y fue lanzada en el álbum Little Brown Gal que fue lanzado en Viking VP 24. Bengt Danielsson, autor de From Raft to Raft: An Incredible Voyage from Tahiti to Chile and Back, lo ha descrito como una melancólica canción tahitiana en alabanza a la isla. Posiblemente, la primera versión grabada de la canción fue de Eddie Lund y su orquesta con la cantante Irma Emma Samila Spitz, conocida profesionalmente entonces como Mila. La canción acreditada a Mila avec L'Orchestre Eddie Lund era la cara B de un sencillo de 78 RPM con la cara A "Ragout pommes de terre" de Teaitu. Fue lanzado en la etiqueta de Tahití cat # 139. Fue lanzado como un sencillo de 45 RPM en Viking en 1958, acreditado a Mila With Eddie Lund And His Tahitians.
Sol K. Bright And His Holly-Waiians grabó una canción del mismo nombre. Esta es una composición musical completamente diferente.
| Artista                                  | Título                                  | Liberar información | Año | Notas                                                      |
| ---------------------------------------- | --------------------------------------- | ------------------- | --- | ---------------------------------------------------------- |
| Teaitu, Mila avec L'Orchestre Eddie Lund | "Ragout pommes de terre" / "Tahiti Nui" | Tahití 139          |     | Lado A = Teaitu, Lado B = Mila avec L'Orchestre Eddie Lund |

| Artista            | Título del álbum     | Liberar información        | Año  | Notas                                                   |
| ------------------ | -------------------- | -------------------------- | ---- | ------------------------------------------------------- |
| Tahitianos de Toti | Pequeña chica marrón | Viking VP 24               |      | También lanzado en 49th State Hawaii Record Co. LP-3426 |
| Manuia y Maeva     | Otuitui • Tahití     | Reo Tahiti Records SRT-520 | 1966 | [ 9 ]                                                   |
|                    |                      |                            |      |                                                         |

| Artista        | Título del álbum  | Liberar información       | Año  | Notas  |
| -------------- | ----------------- | ------------------------- | ---- | ------ |
| Amy Hanaiali'i | Generación Hawaii | Registros Hanaiali'i 8556 | 2006 | [ 10 ] |
|                |                   |                           |      |        |